# Rymariwka (obwód odeski)
Rymariwka (ukr. Римарівка) – wieś na Ukrainie, w obwodzie odeskim, w rejonie podolskim, w hromadzie Okny. W 2001 liczyła 351 mieszkańców, spośród których 304 wskazało jako ojczysty język ukraiński, 12 rosyjski, 34 mołdawski, a 1 bułgarski.